# Kanawha County
Kanawha County [kəˈnɑː] ist ein County im Bundesstaat West Virginia der Vereinigten Staaten. Der Verwaltungssitz (County Seat) ist Charleston, gleichzeitig Hauptstadt des Bundesstaats. Das U.S. Census Bureau hat bei der Volkszählung 2020 eine Einwohnerzahl von 180.745 ermittelt.

## Geographie

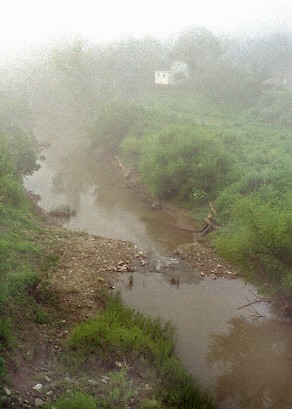
Pocatalico River bei Sissonville.

Das County liegt südwestlich des geographischen Zentrums von West Virginia und hat eine Fläche von 2359 Quadratkilometern, wovon 20 Quadratkilometer Wasserfläche sind. Es grenzt im Uhrzeigersinn an folgende Countys: Roane County, Clay County, Fayette County, Raleigh County, Boone County, Lincoln County, Putnam County und Jackson County.
Die geographische Hauptachse des Countys ist der Kanawha River sowie dessen Nebenflüsse Elk River und Coal River. Im Norden durchfließt der Pocatalico River das County, der weiter westlich ebenfalls in den Kanawha River mündet. Der Großteil des Countys ist bewaldet, Siedlungen beschränken sich im Wesentlichen auf die Flusstäler. Im Süden des Countys befindet sich der Kanawha State Forest, der als Naherholungsgebiet des Großraums Charleston dient.

## Geschichte

### Vorgeschichte

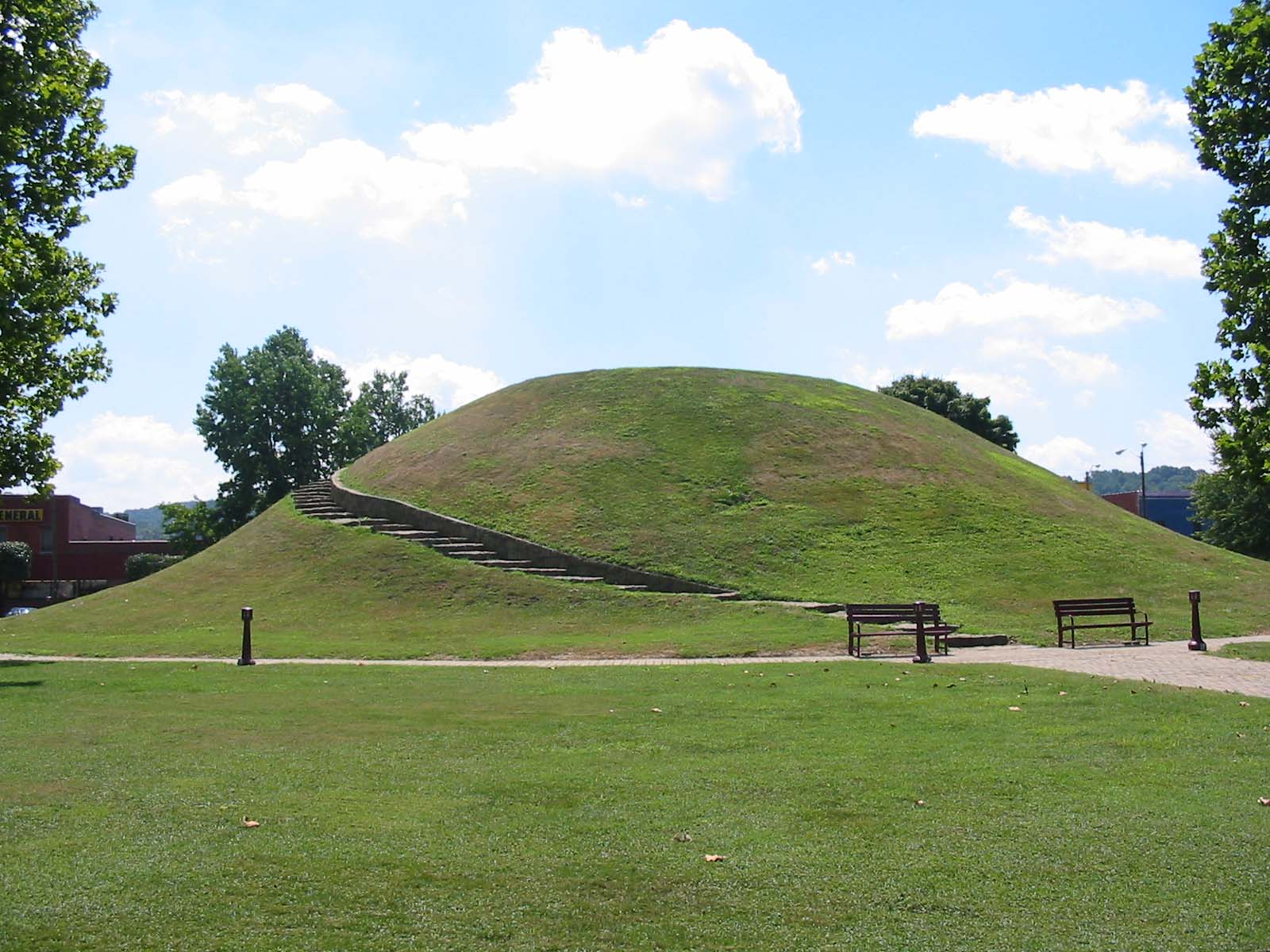
Criel Mound, ein Grabhügel in South Charleston.

Die ältesten Besiedlungsspuren stammen aus der Zeit um 8500 v. u. Z. In St. Albans wurden bei Ausgrabungen Spuren unterschiedlicher Datierung von 7000 bis 2000 v. u. Z. gefunden. Die nomadisch lebenden Indianer der Adena-Kultur wohnten in der darauf folgenden Zeit bis um 100 im Gebiet des heutigen Kanawha County. Sie bauten zahlreiche Grabhügel, von denen noch zwei heute erhalten sind. Um 100 siedelten sich sesshafte Indianer in dem Gebiet an. Um 700 begannen sie, in den Tälern Getreide anzubauen. Um St. Albans lebten vor der Ankunft der Europäer Angehörige des Moneton-Stammes, die zu den Cherokee gehörten. Ende des 17. Jahrhunderts kamen die Mohawk und Seneca, verdrängten alle ansässigen Stämme und 1755 lebten keine Monetons mehr in dem Gebiet des Countys. Das Kanawha-Tal wurde zu einer Grenzzone zwischen den Stammesgebieten der Cherokee und der Mohawk und Seneca. Feste Siedlungen gab es nun nicht mehr, lediglich einige Shawnee-Gruppen jagten in dem Flusstal. 1768 übernahm die Regierung von Virginia mit dem Vertrag von Fort Stanwix formal die Kontrolle über das Gebiet. Noch bis ins 19. Jahrhundert hinein war das Flusstal Jagdgebiet der Shawnee-Indianer. Der letzte wild lebende Büffel im Kanawha-Tal wurde 1815 getötet.

### Gründung des Countys und Bildung des heutigen County-Gebiets
Nachdem das Gebiet lange Zeit aufgrund der kriegerischen Shawnee Sperrzone war, siedelten sich 1773 im Gebiet des Countys die ersten Siedler an. Sie wurden jedoch schon nach kurzer Zeit von den Indianern getötet oder vertrieben. Nachdem 1774 in der Schlacht von Point Pleasent die Shawnee von den Weißen geschlagen wurden, konnten sich dauerhaft Europäer im Tal des Kanawha River ansiedeln. 1779 gab man während des Unabhängigkeitskrieges den Kampf gegen die Shawnee auf und die Siedler mussten erneut das Tal verlassen. 1786 wurden die ersten dauerhaften Siedlungen gegründet. Im späteren Stadtgebiet von Charleston siedelten sich im April 1788 George Clendenin und eine Gruppe Soldaten an. Die ersten Häuser entstanden als Fort Lee an der heutigen Kreuzung Kanawha Boulevard-Brooks Street.
Kanawha County wurde am 14. November 1788 aus Teilen des Greenbrier County und des Montgomery County (Virginia) gebildet. Benannt wurde es nach dem Kanawha River. Erst am 1. Oktober 1789 wurde die Gründung tatsächlich vollzogen und die Verwaltungseinrichtungen des Countys gebaut. Das County hatte damals eine Fläche etwa zehnmal so groß wie heute und bestand aus dem südwestlichen Viertel des heutigen West Virginia. Nach und nach wurden Teile in andere Countys überführt. George Clendenin und Andrew Donnally, Sr. waren die ersten Abgeordneten des Countys im Virginia House of Delegates. 1794 wurde die Stadt Charlestown (ab 1818 Charleston) gegründet. 1795 wurde dem Kanawha County ein Teil des Greenbrier County zugeschlagen, heute gehört dieses Gebiet zum Nicholas County. Ein schmaler Landstreifen im Norden des damaligen Countys fiel 1800 an das Wood County. Dieses Gebiet gehört heute zum Roane County und Jackson County.
Gebietsverluste durch Neugründungen anderer Countys führten bis 1856 zur heutigen Form von Kanawha County. Im Einzelnen waren dies: Mason County (1804), Cabell County (1809), Nicholas County (1818, mit einer weiteren Gebietsabtretung 1823), Logan County (1824), Jackson County (1831), Braxton County (1836), Gilmer County (1845), Boone County (1847), Putnam County (1848), Lincoln County (1855) und Roane County (1856). In den 1830er Jahren gewann das County ein kleines Gebiet, das heute seine Südspitze bildet, vom Fayette County hinzu.

### Spätere Geschichte
Zu Anfang des Amerikanischen Bürgerkriegs war das County teilweise von konföderierten Armeen besetzt und teilweise von Unionsarmeen. In der Schlacht von Charleston am 13. September 1862 konnten die Konföderierten die Stadt Charleston erobern, verloren sie jedoch wenige Wochen später wieder an die Union. 1863 wurde schließlich der Bundesstaat West Virginia gegründet. Erst 1873 baute die Chesapeake and Ohio Railroad die erste dampfbetriebene Eisenbahn entlang des Kanawha River. Vorher waren Pferdebahnen auf hölzernen Schienen in den Tälern des Paint Creek und des Field’s Creek betrieben worden, die zur Abfuhr der geförderten Rohstoffe zum Fluss dienten.
Bereits von 1870 bis 1875 und endgültig seit 1885 ist Charleston die Hauptstadt des Bundesstaats. 1887 erhielt das County das erste Elektrizitätswerk.
Das County geriet 1974 in die Medien, als die Schulbehörde neue Lehrbücher genehmigte. Beschwerden über angebliche unpatriotische und unchristliche Zitate und Lehrmeinungen in den Büchern führten dazu, dass die Behörde die Bücher prüfen ließ, sie dann jedoch zuließ. Dies führte wiederum zu heftigen Protesten, angeführt von Reverend Marvin Horan. Bombenanschläge auf mehrere Schulen und Schüsse auf Schulbusse waren die Folge. Horan wurde 1975 zu einer Haftstrafe verurteilt und die Proteste ebbten ab, die Bücher wurden schließlich endgültig zugelassen.

## Wirtschaft
Anfängliches Hauptwirtschaftsgut war die Landwirtschaft, bis 1797 Salzvorkommen entdeckt wurden. Die Gegend um Charleston wurde schnell zu einem wichtigen Salzproduzenten. 1815 fand James Wilson bei der Suche nach Salz größere Mengen Erdgas und zwei Jahre später wurde Kohle gefunden, die vor allem im Süden des Countys noch heute abgebaut wird. Bereits 1807 war Erdöl gefunden worden, nennenswerte Vorkommen wurden jedoch erst ab 1909 erschlossen.

## Verkehr
Das County ist verkehrstechnisch gut erschlossen. Drei Interstate Highways (I-64, I-77 und I-79) sowie zwei U.S. Highways (60 und 119) durchqueren das County oder beginnen dort. Nördlich von Charleston liegt der Yeager Airport, von dem täglich mehrere Linienflüge nach Washington, Chicago und zu anderen Städten abgehen. Amtrak betreibt den Expresszug Cardinal, der dreimal wöchentlich in Montgomery und Charleston hält und das County mit Washington, Cincinnati, Indianapolis und Chicago verbindet. Den Personennahverkehr führt im gesamten County die Kanawha Valley Regional Transportation Authority (KRT) mit Linienbussen durch. Sie ist der Nachfolger der Straßenbahn Charleston, die von 1888 bis 1939 fuhr und neben Stadtstrecken auch Überlandstrecken von Charleston nach Dunbar, über South Charleston nach St. Albans sowie über Marmet nach Cabin Creek Junction besaß, sowie schon in den 1920er Jahren auch Buslinien betrieb.

## Ortschaften
Im County gibt es Stadtgemeinden (Citys), Landgemeinden (Towns) und sogenannte Census-designated places (CDPs). Daneben existieren zahllose kleine Weiler, die gemeindefrei sind.
- Citys: Charleston, Dunbar, Marmet, Montgomery (größtenteils in Fayette County), Nitro (teilweise in Putnam County), Saint Albans, Smithers (größtenteils in Fayette County), South Charleston
- Towns: Belle, Cedar Grove, Chesapeake, Clendenin, East Bank, Glasgow, Handley, Pratt
- CDPs: Alum Creek (teilweise in Lincoln County), Big Chimney, Chelyan, Coal Fork, Cross Lanes, Elkview, Jefferson, Pinch, Rand, Shrewsbury, Sissonville, Tornado

## Demografische Daten

Alterspyramide des Kanawha County

Nach der Volkszählung im Jahr 2000 lebten im Kanawha County 200.073 Menschen in 86.226 Haushalten und 55.960 Familien. Die Bevölkerungsdichte betrug 86 Einwohner pro Quadratkilometer. Ethnisch betrachtet setzte sich die Bevölkerung zusammen aus 90,46 Prozent Weißen, 6,97 Prozent Afroamerikanern, 0,21 Prozent amerikanischen Ureinwohnern, 0,85 Prozent Asiaten, 0,02 Prozent Bewohnern aus dem pazifischen Inselraum und 0,21 Prozent aus anderen ethnischen Gruppen; 1,27 Prozent stammten von zwei oder mehr Ethnien ab. 0,59 Prozent der Bevölkerung waren spanischer oder lateinamerikanischer Abstammung.
Von den 86.226 Haushalten hatten 26,5 Prozent Kinder und Jugendliche unter 18 Jahre, die bei ihnen lebten. 49,0 Prozent waren verheiratete, zusammenlebende Paare, 12,3 Prozent waren allein erziehende Mütter, 35,1 Prozent waren keine Familien, 30,8 Prozent waren Singlehaushalte und in 12,5 Prozent lebten Menschen im Alter von 65 Jahren oder darüber. Die Durchschnittshaushaltsgröße betrug 2,28 und die durchschnittliche Familiengröße lag bei 2,84 Personen.
Auf das gesamte County bezogen setzte sich die Bevölkerung zusammen aus 21,3 Prozent Einwohnern unter 18 Jahren, 8,4 Prozent zwischen 18 und 24 Jahren, 28,1 Prozent zwischen 25 und 44 Jahren, 25,6 Prozent zwischen 45 und 64 Jahren und 16,5 Prozent waren 65 Jahre alt oder darüber. Das Durchschnittsalter betrug 40 Jahre. Auf 100 weibliche Personen kamen 90,7 männliche Personen. Auf 100 Frauen im Alter von 18 Jahren oder darüber kamen statistisch 87,1 Männer.

Das jährliche Durchschnittseinkommen eines Haushalts betrug 33.766 USD, das Durchschnittseinkommen der Familien betrug 42.568 USD. Männer hatten ein Durchschnittseinkommen von 33.842 USD, Frauen 24.188 USD. Das Prokopfeinkommen betrug 20.354 USD. 11,2 Prozent der Familien und 14,4 Prozent der Bevölkerung lebten unterhalb der Armutsgrenze. Davon waren 20,6 Prozent Kinder oder Jugendliche unter 18 Jahre und 10,5 Prozent waren Menschen über 65 Jahre.